# Chanteurs à l'étoile
Les chanteurs à l'étoile sont une tradition de Noël européenne répandue principalement dans les pays de culture germanique, anglo-saxonne et slave, où des enfants et adolescents habillés de costumes rappelant les rois mages, et portant une grande étoile de Bethléem faite de paille ou de papier, chantent des cantiques de Noël sur les places publiques et dans les rues. 
On l'observe généralement entre le 27 décembre et le 6 janvier (fête de l'Épiphanie), souvent de manière connexe avec la bénédiction de la craie. La cavalcade des rois mages espagnole y est comparable, sans l'élément musical.

## Histoire
Ces processions ont pour origine la pratique ecclésiastique des mystères, pièces de théâtre religieuses apparues au Moyen Âge. Ainsi, en 1417, lors d'un synode ecclésiastique à Constance, en Allemagne, le mystère de l’Épiphanie qui fut organisé par des délégués anglais eut un grand retentissement, et est peut-être directement à l'origine de la tradition. Celle-ci apparaît en tant que telle au XVe siècle, les enfants des manécanteries et étudiants pauvres des écoles cathédrales quêtant autour de l’Épiphanie afin de recueillir des fonds pour améliorer leurs conditions de vie. La première attestation documentaire des chanteurs à l'étoile date de 1522, lorsque le chapitre des chanoines de la cathédrale d'Innsbruck en interdit la pratique. Une autre attestation ancienne, datant de 1541, est conservée dans les archives de l'abbaye Saint-Pierre de Salzbourg. La dissolution des abbayes lors de la Réforme protestante entraîna aussi un regain de la pratique, les étudiants désormais privés du logement et du couvert souvent offert par ces institutions devant se tourner vers d'autres sources de revenus.
En Scandinavie et en Europe centrale, un répertoire particulier de cantiques, distincts des chants de Noël, s'est développé dans ce contexte. Historiquement pratiqué uniquement par des garçons et des adolescents de sexe masculin, il est aujourd'hui interprété par des enfants et des adolescents des deux sexes dans la plupart des régions où la tradition est vivante.
Autrefois, les enfants recevaient des dons en nature ou des bonbons. Aujourd'hui, ils récoltent le plus souvent des dons pour des associations d'aide à l'enfance. En Allemagne, la tradition est patronnée par la Kindermissionswerk afin de recueillir des dons en faveur des enfants dans les pays en voie de développement. En Suisse, ce sont les Œuvres pontificales missionnaires qui patronnent la tradition. C'est dans cette optique que des chanteurs à l'étoile ont été reçus par le Pape, le président fédéral allemand, le président du conseil national suisse... En Ukraine, cette pratique connaît un rayonnement important en tant que patrimoine national, après avoir été très sévèrement interdite pendant la période soviétique.
En 2015, cette pratique a été inscrite à l'inventaire du patrimoine culturel immatériel en Allemagne par la commission allemande de l'UNESCO, et en Suisse par l'Office fédéral de la culture.

## Galerie d'images

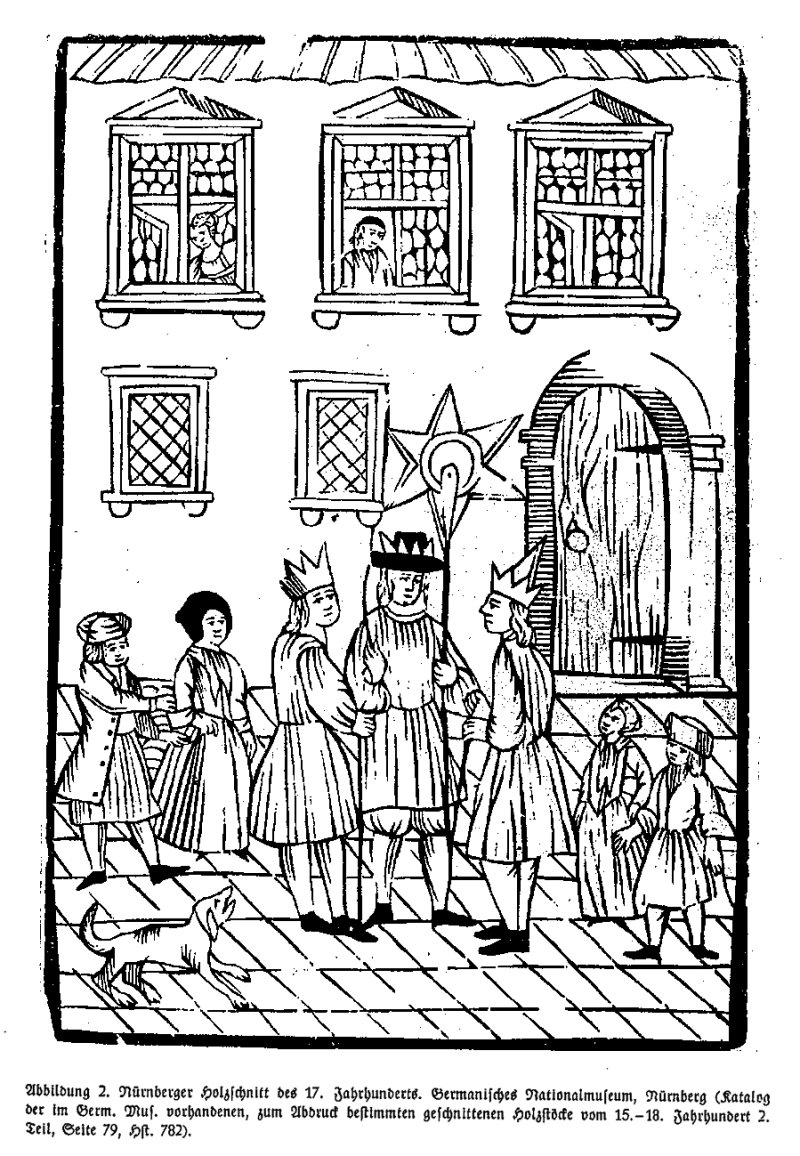
Chanteurs à l'étoile à Nuremberg (gravure du XVIIe siècle)
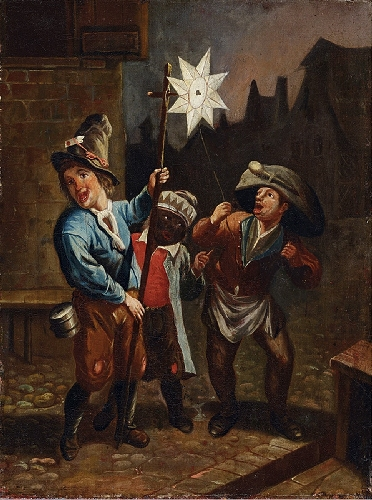
Chanteurs à l'étoile peints par Jan Miense Molenaer (XVIIe siècle)
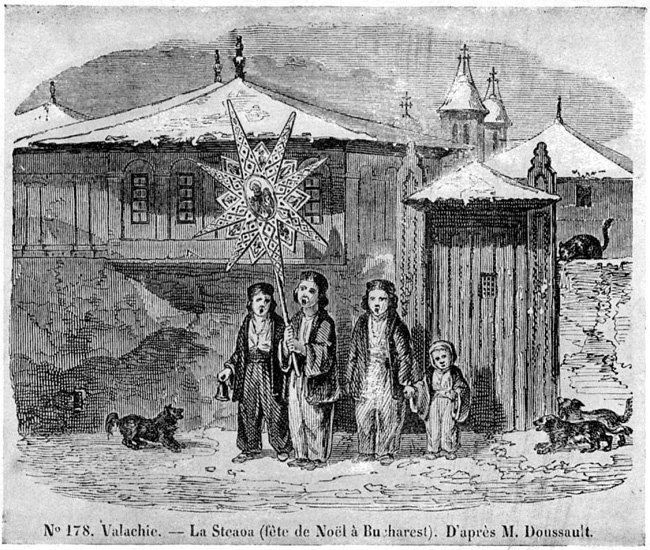
Chanteurs à l'étoile à Bucarest en 1842
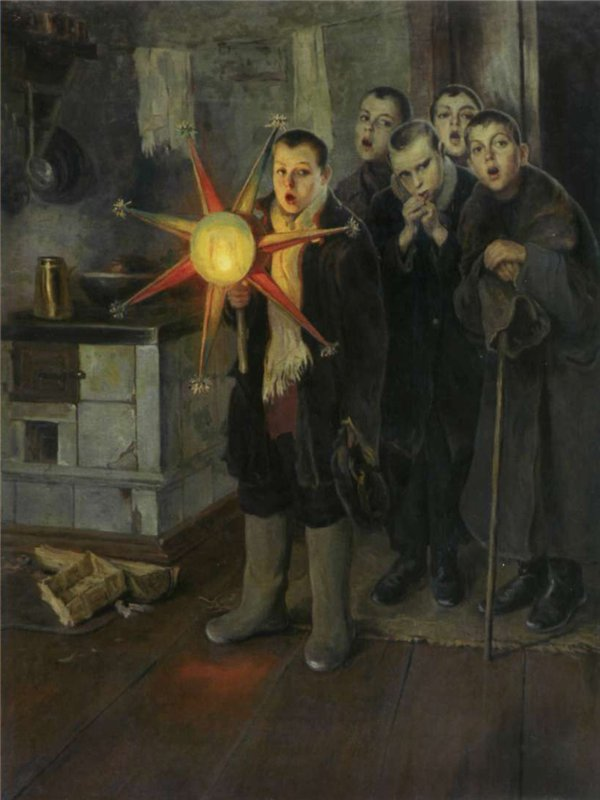
Ukraine, 1880
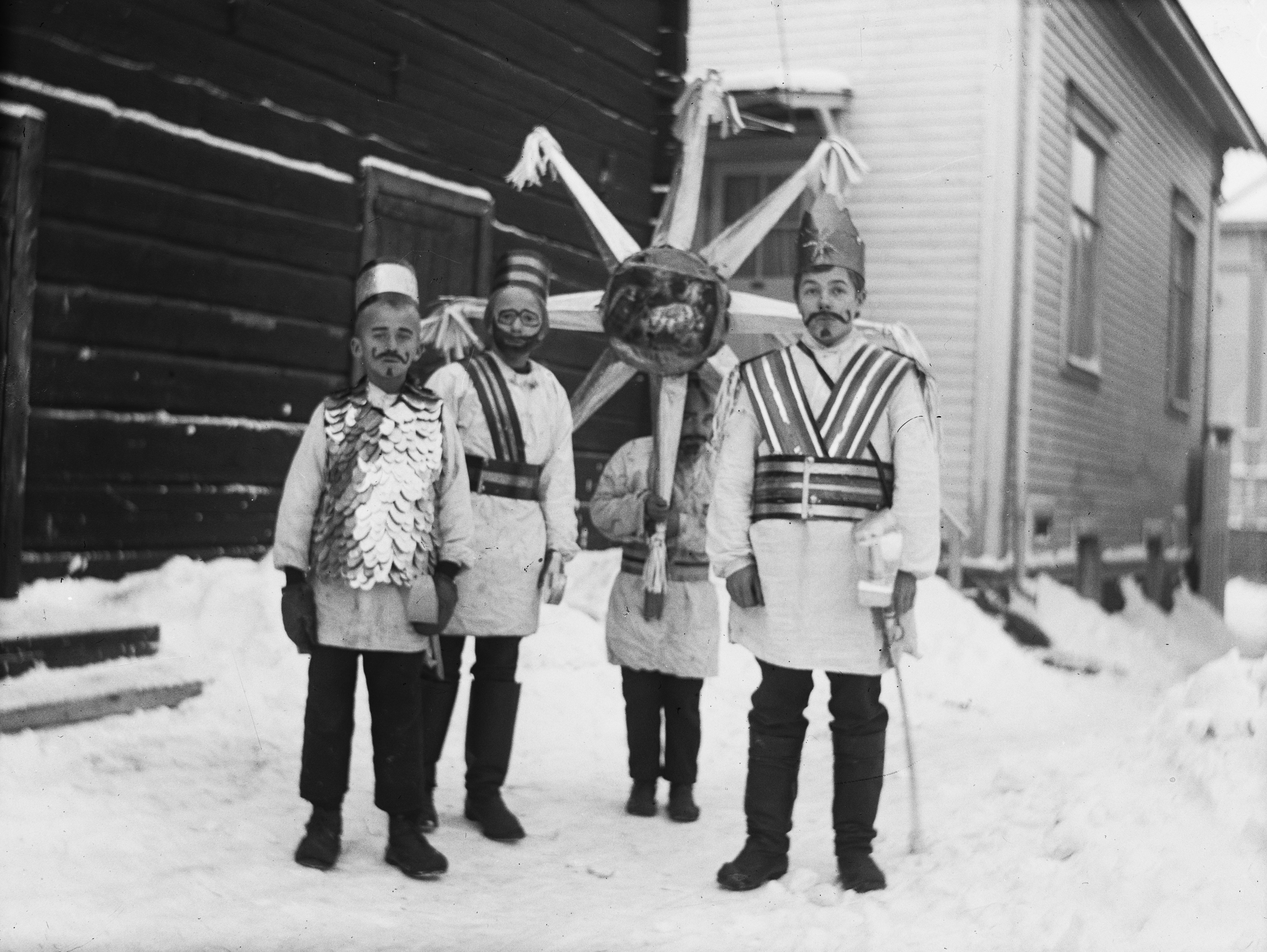
Finlande, 1919
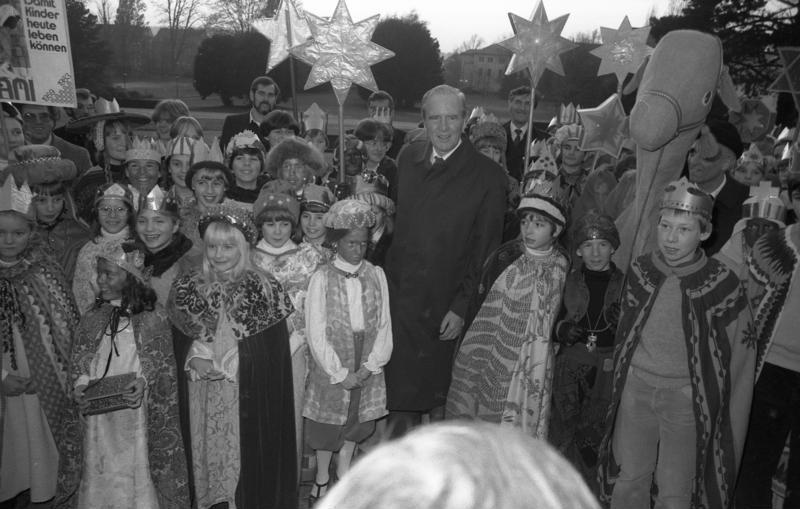
Chanteurs à l'étoile reçus par le président fédéral allemand Karl Carstens en 1982
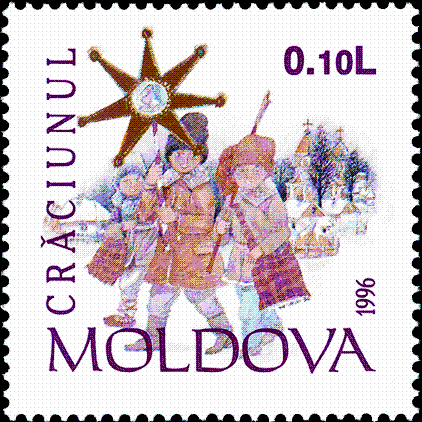
Sur un timbre moldave de 1996
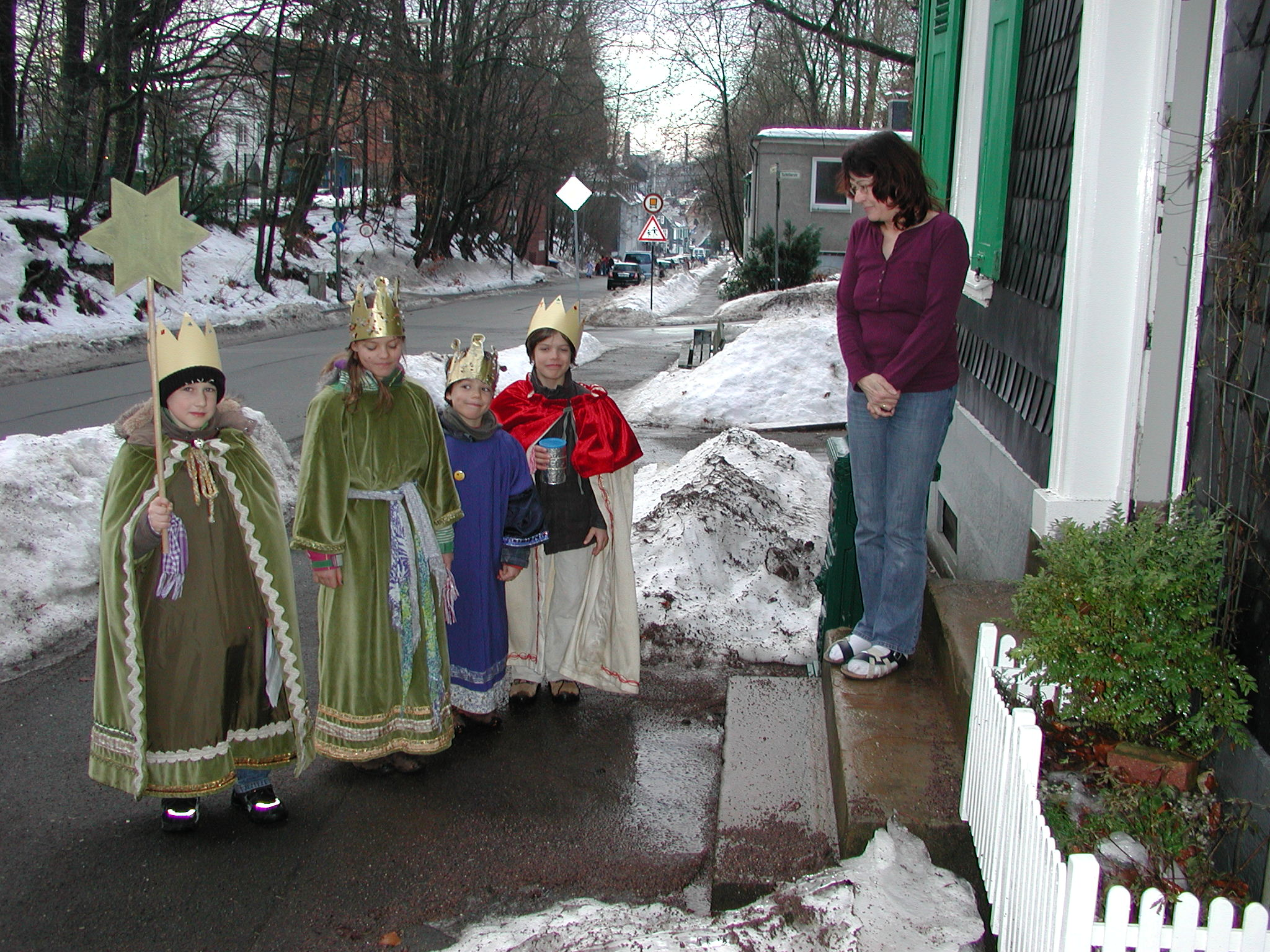
De nos jours en Allemagne
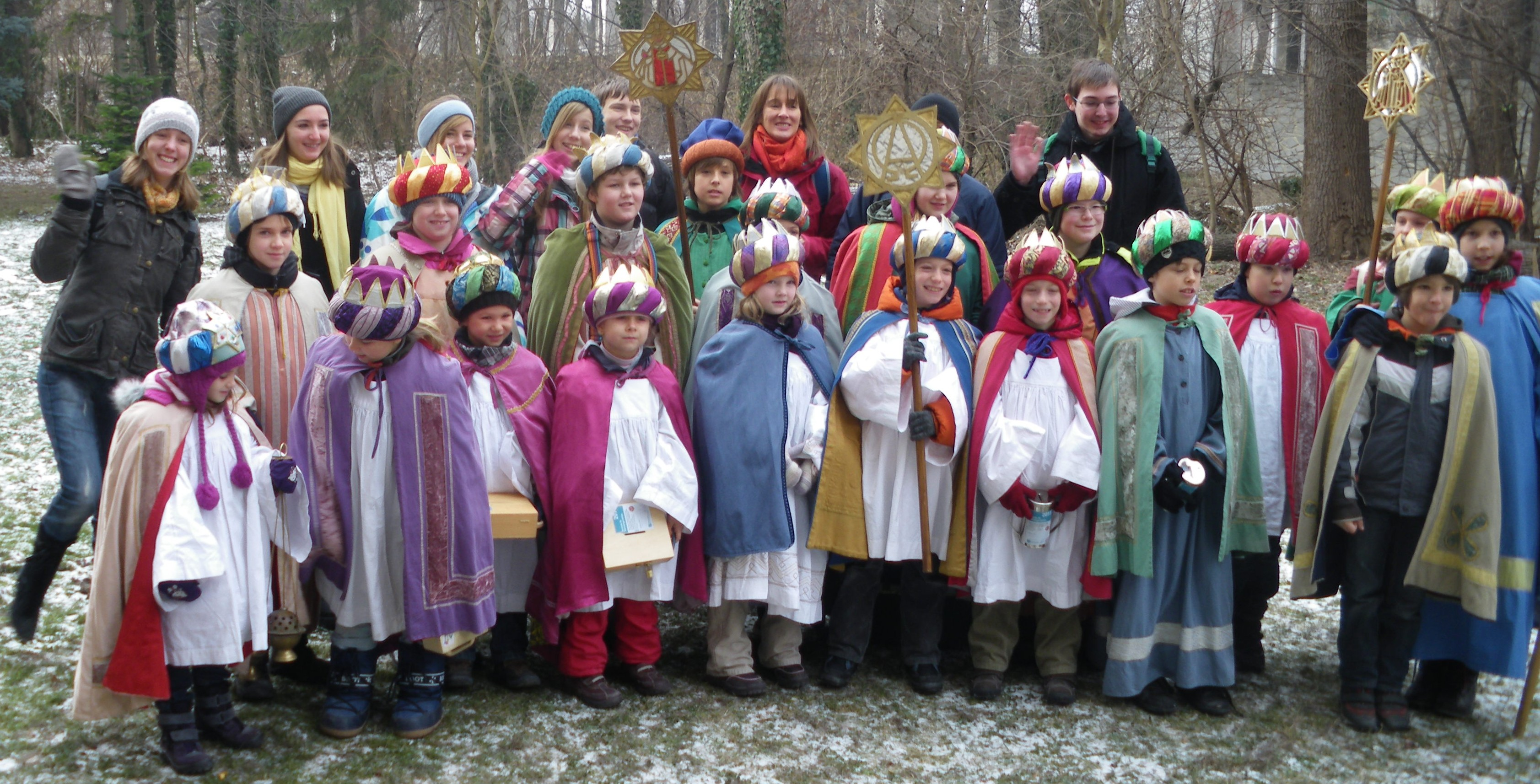
De nos jours en Autriche